# Ханде Єнер
Ханде Єнер, повне ім'я Макбуле Ханде Оз'єнер (тур. Makbule Hande Özyener; 12 січня 1973, Стамбул, Туреччина) —  турецька співачка і авторка пісень. Внесла новий оригінальний стиль в турецьку поп-музику і дуже швидко стала однією з найпопулярніших співачок Туреччини.
Її кар'єра, як і у багатьох популярних турецьких співаків, почалася зі знайомства з Сезен Аксу. Вони познайомилися в 1992 році в універмазі, де Ханде працювала продавчинею. Незабаром Сезен взяла Ханде у свій гурт бек-вокалісткою, крім цього вона була асистенткою Аксу.
Свій дебютний альбом Ханде випустила в 2000 році під назвою «Senden ibaret» (Все про тебе). Другий альбом «Sen Yoluna Ben Yoluma» вийшов 2001 року з однойменним хітом Sen Yoluna Ben Yoluma.
Пізніше в 2004 році Ханде випустила свій третій альбом «Aşk Kadın Ruhundan Anlamıyor», на якому було шість хітів та який приніс деяку міжнародну популярність Ханде. Попри цей успіх, Ханде Єнер вирішила, що їй потрібно поміняти свій імідж і в 2006 році випустила свій новий альбом в стилі європоп і поміняла свій зовнішній вигляд, що пасував назві альбому «Apayri» (Зовсім інша). 10 травня 2007 року Ханде випустила п'ятий альбом, «Nasıl Delirdim».

## Дискографія

### Альбоми
- Senden İbaret (2000)
- Sen Yoluna... Ben Yoluma... (2002)
- Aşk Kadın Ruhundan Anlamıyor (2004)
- Apayrı (2006)
- Nasıl Delirdim? (2007)
- Hipnoz (2008)
- Hayrola? (2009)
- Hande'ye Neler Oluyor? (2010)
- Teşekkürler (2011)
- Kraliçe (2012)
- Mükemmel (2014)
- Hepsi Hit (2016)

1. ↑  ČSFD — 2001.